# Кулемет Максима-Токарєва
Кулемет Максима-Токарєва — радянський ручний кулемет конструкції Федора Васильовича Токарєва. Кулемет був розроблений в 1924 році на основі кулемета Максима зр. 1910 року. У 1925 році був прийнятий на озброєння РСЧА, проте у 1927 році був знятий, у зв'язку з появою більш вдалого кулемета ДП-27.

## Історія
У 1923 році Артилерійський комітет Міністерства оборони СРСР дав наказ Збройовому полігону школи «Постріл» переробити станковий кулемет Максима в ручну версію. Виконання цього завдання було доручено конструктору І. М. Колеснікову, який і виготовив перший зразок такого кулемета, який отримав назву «Максим-Колесніков». Пізніше, у листопаді 1924 року, аналогічну переробку здійснив Федір Токарєв. Виготовлення обох систем проводилось на Тульському збройовому заводі під наглядом самих конструкторів. З цього часу в Тулі почало практичну діяльність конструкторське бюро, яке остаточно організаційно оформилось в 1925—1926 рр. Фактично його очолив П. П. Третьяков, який займав на той час посаду помічника інструментальної майстерні.

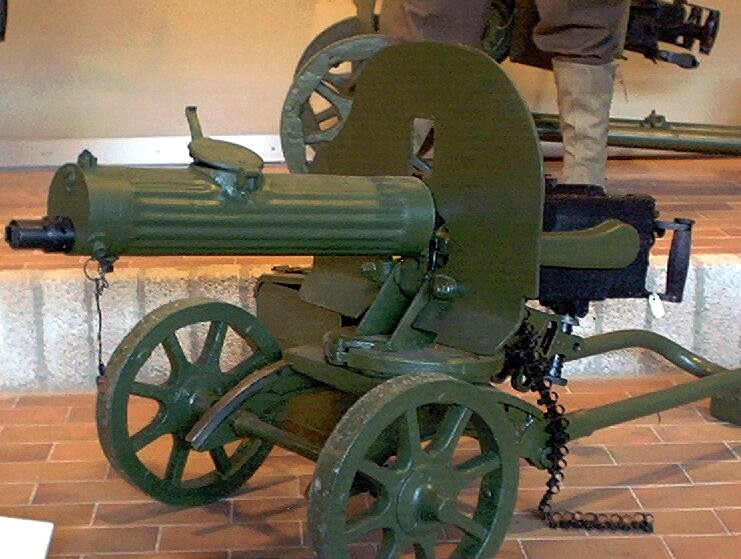
Прототип МТ — кулемет Максима зр. 1910 року

8 вересня 1924 року постановою Революційної військової ради СРСР для вибору найкращого зразка ручного кулемета була створена комісія під керівництвом особисто інспектора кавалерії РСЧА — Семена Будьонного. Комісія виробила основні вимоги, які в основному зводились до необхідності максимально полегшити конструкцію із збереженням всіх основних механізмів. Крім цього, пропонувалось укоротити ствол і зробити його швидкозмінним, розробити сошки, які б складалися, зробити спрощений приціл тощо.
10 квітня 1925 року були проведені випробування кулеметів Максима-Колеснікова і Максима-Токарєва. На випробуваннях, крім призначеної профільної комісії Будьонного, були присутні представники командування і Штабу РСЧА, Сухопутних військ, Військово-повітряних сил і Морського флоту, Головного управління військової промисловості, школи «Постріл» і Тульського збройового заводу. Комісія одноголосно визначила кулемет конструкції Токарєва більш вдалим і рекомендувала його до запуску в серію.
Подальші випробування кулемета проводились в Московському, Західному і Українському військових округах. 26 травня 1925 року кулемет Максима-Токарєва (МТ) був прийнятий на озброєння РСЧА. Комісіями відзначалась простота системи і зручність використання зброї. Разом з тим було виявлено декілька недоліків розробленої системи: значна маса, велика кількість затримок, нестабільна подача набоїв, недосконалий метод заміни ствола. 1 липня 1925 року Тульський збройовий завод почав налагоджувати виробництво ручних кулеметів МТ, але за рік було випущено всього 50 одиниць. Масовий випуск почався тільки в листопаді 1926 року. 1927, у зв'язку з прийняттям на озброєння більш досконалого кулемета Дегтярьова, МТ був знятий з озброєння. За цей час завод встиг випустити 2450 штук, які пізніше взяли участь у Другій світовій війні і Громадянській війні в Іспанії.

## Конструкція
Найбільш важливою конструктивною зміною в ручному кулеметі Максима-Токарєва в порівнянні з станковим кулеметом була заміна водяного охолодження повітряним і важкого колісного станка легкими трубчастими сошками. Для зручності користування кулеметом був введений дерев'яний приклад, до основи якого була прикріплена спускова скоба із спусковим механізмом і запобіжником. Ці зміни суттєво зменшили вагу зброї і підвищили її мобільність.
Живлення патронами здійснюється з використанням полотняної кулеметної стрічки на 100 набоїв, покладеної в металевий короб. Кулеметна стрічка була стандартизована з кулеметною стрічкою від станкового кулемета Максима зр. 1910 року, тому при необхідності в МТ могла бути заряджена стандартна стрічка від станкового кулемета Максима зр. 1910 року на 250 набоїв.

## Оператори
- СРСР — перебував на озброєнні РСЧА; брав участь в німецько-радянській війні.
- Друга Іспанська Республіка — певна кількість цих кулеметів постачались СРСР лівим силам Іспанії під час громадянської війни в Іспанії як «інтернаціональна підтримка».
- Українська Повстанська Армія — близько десяти кулеметів, покинутих при відступі 14 кавалерійською дивізією РСЧА використовували у 1942-43 роках повстанці куренів «Крука» і «Хрона» ВО «Волинь-Південь».